# Pierre Carlier

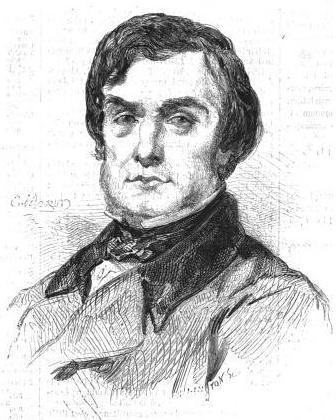
Pierre Carlier

Pierre-Charles-Joseph Carlier (* 1799 in Sens; † 1858) war ein französischer Politiker und Polizeibeamter. Er war Leiter der Pariser Polizei während der Zeit der Revolutionen in den Jahren 1830 und 1848. 1849 wurde er zum Pariser Polizeipräfekten ernannt.